# Joseph Kohn
Joseph John Kohn (* 18. Mai 1932 in Prag, Tschechoslowakei; † 13. September 2023 in Plainsboro, New Jersey) war ein US-amerikanischer Mathematiker, der sich mit partiellen Differentialgleichungen und Funktionentheorie mehrerer komplexer Variabler beschäftigte.

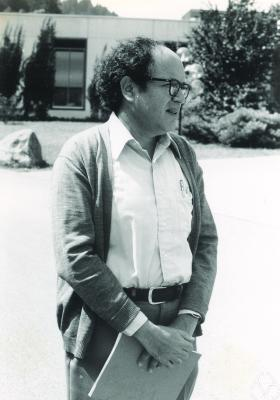
Joseph Kohn

## Leben und Wirken
Joseph Kohn war der Sohn des Prager (später auch ecuadorianischen) Architekten Otto Kohn, der auch der Vater von Miloš Forman war. Während Formans Mutter Anna und ihr Mann Rudolf in Konzentrationslagern ermordet wurden und der kleine Miloš bei Freunden und Verwandten aufwuchs, konnte Otto Kohn im Juni 1939 zusammen mit seiner Frau, dem Sohn Joseph und vielen weiteren Familienangehörigen, darunter die Schauspielerin und Psychotherapeutin Vera Kohn und ihr Mann, der Architekt Karl Kohn, nach Ecuador emigrieren.
1945 übersiedelte die Familie von Ecuador aus in die USA, wo Joseph Kohn die Brooklyn Tech High School besuchte. Er studierte am Massachusetts Institute of Technology (MIT, Bachelor 1953) und an der Princeton University (Master 1954), wo er 1956 bei Donald Spencer promoviert wurde („A Non-Self-Adjoint Boundary Value Problem on Pseudo-Kähler Manifolds“). Danach war er 1957/58 am Institute for Advanced Study (und außerdem 1961/62, 1976/7, 1988/89). 1956/57 war er Instructor in Princeton. 1958 war er Assistant Professor, 1962 Associate Professor und 1964 Professor an der Brandeis University, wo er 1963 bis 1966 Chairman der mathematischen Fakultät war.
Ab 1968 war er Professor an der Princeton University, wo er 1993–96 Chairman der Fakultät war.
Er war u. a. Gastprofessor an der Harvard University (1996/7), in Prag, Florenz, Mexiko-Stadt (Centro de Estudios del IPN), an der Stanford University, der University of California, Berkeley, der Scuola Normale Superiore in Pisa, in Rom, Buenos Aires und am Institut des Hautes Études Scientifiques (IHES).
Er arbeitete u. a. auch über die Anwendung partieller Differentialgleichungen in der Funktionentheorie mehrerer komplexer Variabler und mikrolokale Analysis. Mit Louis Nirenberg führte er 1965 Pseudodifferentialoperatoren ein.
Kohn war 1964 Sloan Research Fellow und 1976/77 Guggenheim Fellow. Er war Fellow der American Mathematical Society. Ab 1966 war er Mitglied der American Academy of Arts and Sciences und ab 1988 der National Academy of Sciences. 1976 bis 1988 war er Herausgeber der Annals of Mathematics. 1979 erhielt er den Leroy P. Steele Prize (für „Harmonic Integrals on strongly convex domains 1,2“, Annals of Mathematics Bd. 78, 1963, S. 112, Bd. 79, 1964, S. 450), 2004 den Bergman Prize und 1990 den Bolzano-Preis. 1990 wurde er Ehrendoktor der Universität Bologna. Er war 1966 Invited Speaker auf dem Internationalen Mathematikerkongress in Moskau („Differential complexes“) und 1962 in Stockholm (Harmonic integrals on non compact complex manifolds).
Er verstarb am 13. September 2023.